# Darina Košická
Darina Košická est une joueuse volley-ball tchèque née le 5 janvier 1990 à Frýdek-Místek (région de Moravie-Silésie). Elle mesure 1,81 m et joue au poste de réceptionneuse-attaquante. Elle est internationale tchèque.

## Clubs
| Club                   | De        | À         |
| ---------------------- | --------- | --------- |
| TJ Sokol Frýdek-Místek |           | 2009-2010 |
| VK Prostějov           | 2010-2011 | 2011-2012 |
| SK UP Olomouc          | 2012-2013 | …         |

## Palmarès
- Championnat de République tchèque (2)
  - Vainqueur : 2011, 2012, 2019.
  - Finaliste : 2016, 2017, 2018.
- Coupe de République tchèque
  - Vainqueur : 2011, 2012, 2017, 2019.
  - Finaliste : 2018.